# Sogno del sophomore
Nella matematica, il "sogno del sophomore" è la coppia di identità (specialmente la prima)
{\displaystyle {\begin{aligned}\int _{0}^{1}x^{-x}\,dx&=\sum _{n=1}^{\infty }n^{-n}\\\int _{0}^{1}x^{x}\,dx&=\sum _{n=1}^{\infty }(-1)^{n+1}n^{-n}=-\sum _{n=1}^{\infty }(-n)^{-n}\end{aligned}}}
scoperte nel 1697 da Johann Bernoulli.
I valori numerici di queste costanti sono approssimativamente {\displaystyle 1.291285997...} e {\displaystyle 0.7834305107...}, rispettivamente.
Il nome "sogno del sophomore", che appare in Borwein, Bailey & Girgensohn (2004), è in contrasto con il nome "sogno della matricola" che è assegnato alla identità errata {\displaystyle (x+y)^{n}=x^{n}+y^{n}}. Il sogno del sophomore sembra "troppo bello per essere vero", ma in realtà lo è.

## Dimostrazione

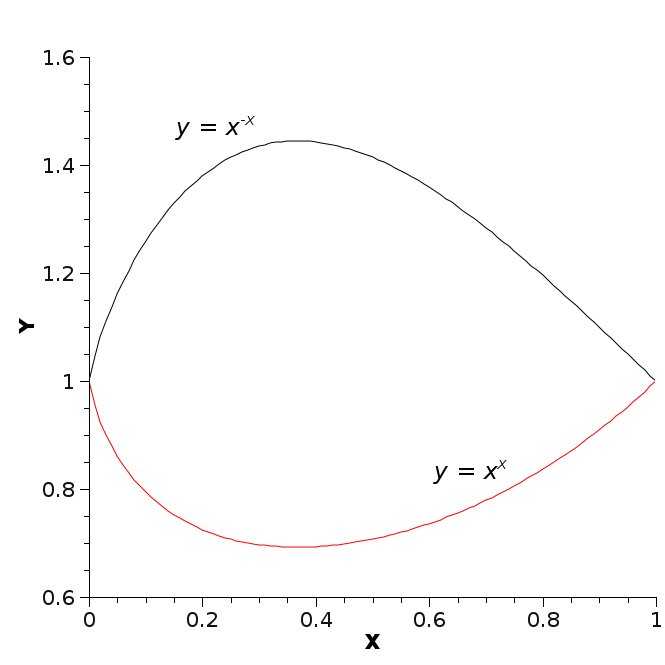
Grafici delle funzioni (rosso, in basso) e (grigio, in alto) nell'intervallo.

Le dimostrazioni delle due identità sono simili, quindi qui si dimostrerà soltanto la seconda.
I passi chiave della dimostrazione sono:
- scrivere {\displaystyle x^{x}=\exp(x\log x)} (utilizzando la notazione {\displaystyle \exp(t)} per la funzione esponenziale {\displaystyle e^{t}} in base e);
- espandere {\displaystyle \exp(x\log x)} utilizzando la serie di potenze dell'esponenziale; e
- integrare termine a termine, usando l'integrazione per sostituzione.

In dettaglio, si espande {\displaystyle x^{x}} come
{\displaystyle x^{x}=\exp(x\log x)=\sum _{n=0}^{\infty }{\frac {x^{n}(\log x)^{n}}{n!}}.}
Pertanto, {\displaystyle \int _{0}^{1}x^{x}\,dx=\int _{0}^{1}\sum _{n=0}^{\infty }{\frac {x^{n}(\log x)^{n}}{n!}}\,dx.}
Per la convergenza uniforme della serie di potenze, si può scambiare la sommatoria con l'integrale e ricavare
{\displaystyle \int _{0}^{1}x^{x}\,dx=\sum _{n=0}^{\infty }\int _{0}^{1}{\frac {x^{n}(\log x)^{n}}{n!}}\,dx.}
Per valutare gli integrali sopra, si può cambiare la variabile utilizzando la sostituzione {\displaystyle x=\exp \left(-{\frac {u}{n+1}}\right)}.  Con questo cambio di variabile, gli estremi d'integrazioni diventano {\displaystyle 0<u<\infty }, fornendo l'identità
{\displaystyle \int _{0}^{1}x^{n}(\log \,x)^{n}\,dx=(-1)^{n}(n+1)^{-(n+1)}\int _{0}^{\infty }u^{n}e^{-u}\,du.}
Secondo l'identità integrale di Eulero per la funzione Gamma, si ha
{\displaystyle \int _{0}^{\infty }u^{n}e^{-u}\,du=n!,}
in modo che
{\displaystyle \int _{0}^{1}{\frac {x^{n}(\log x)^{n}}{n!}}\,dx=(-1)^{n}(n+1)^{-(n+1)}.}
Sommando (e cambiando indice in modo che inizi in {\displaystyle n=1} invece di {\displaystyle n=0}), si ricava l'identità.

### Dimostrazione storica
La dimostrazione originale, fornita in Bernoulli (1697), e presentata nella forma moderna in Dunham (2005), differisce da quella sopra per come è calcolato l'integrale termine a termine {\displaystyle \int _{0}^{1}x^{n}(\log \,x)^{n}\,dx}, ma è tuttavia la stessa, omettendo dettagli tecnici per giustificare i passaggi (come l'integrazione). Invece di operare un cambio di variabile, ottenendo la funzione Gamma (che non era ancora conosciuta), Bernoulli usò l'integrazione per parti per calcolare iterativamente i termini.
L'integrazione per parti procede come segue, variando indipendentemente i due esponenti per ottenere una formula ricorsiva. Si calcola inizialmente un integrale indefinito, omettendo la costante d'integrazione {\displaystyle +C} sia perché storicamente fu così, sia perché sparisce quando si valuta l'integrale definito. Si può integrare {\displaystyle \scriptstyle \int x^{m}(\ln x)^{n}\,dx} prendendo {\displaystyle u=(\ln x)^{n}} e {\displaystyle dv=x^{m}dx}, da cui si ricava:
{\displaystyle {\begin{aligned}\int x^{m}(\ln x)^{n}\,dx&={\frac {x^{m+1}(\ln x)^{n}}{m+1}}-{\frac {n}{m+1}}\int x^{m+1}{\frac {(\ln x)^{n-1}}{x}}\,dx\qquad {\text{(for }}m\neq -1{\text{)}}\\&={\frac {x^{m+1}}{m+1}}(\ln x)^{n}-{\frac {n}{m+1}}\int x^{m}(\ln x)^{n-1}\,dx\qquad {\text{(for }}m\neq -1{\text{)}}\end{aligned}}}
(anche nella Tavola degli integrali indefiniti di funzioni logaritmiche). Questo metodo riduce di {\displaystyle 1} la potenza del logaritmo nell'integrando e così si può calcolare l'integrale induttivamente, ottenendo
{\displaystyle \int x^{m}(\ln x)^{n}\,dx={\frac {x^{m+1}}{m+1}}\cdot \sum _{i=0}^{n}(-1)^{i}{\frac {(n)_{i}}{(m+1)^{i}}}(\ln x)^{n-i}}
dove {\displaystyle (n)_{i}} indica il fattoriale decrescente; compare una somma finita perché l'induzione si ferma in {\displaystyle 0}, dal momento che {\displaystyle n} è un intero.
In questo caso {\displaystyle m=n}, e sono interi, perciò
{\displaystyle \int x^{n}(\ln x)^{n}\,dx={\frac {x^{n+1}}{n+1}}\cdot \sum _{i=0}^{n}(-1)^{i}{\frac {(n)_{i}}{(n+1)^{i}}}(\ln x)^{n-i}.}
Integrando da {\displaystyle 0} a {\displaystyle 1}, tutti i termini si annullano eccetto l'ultimo in {\displaystyle 1}, si ottiene:
{\displaystyle \int _{0}^{1}{\frac {x^{n}(\ln x)^{n}}{n!}}\,dx={\frac {1}{n!}}{\frac {1^{n+1}}{n+1}}(-1)^{n}{\frac {(n)_{n}}{(n+1)^{n}}}=(-1)^{n}(n+1)^{-(n+1)}.}
Da un punto di vista moderno, questo è (a meno di una costante moltiplicativa) al calcolare l'identità integrale di Eulero {\displaystyle \Gamma (n+1)=n!} per la funzione Gamma in un differente dominio (corrispondente al cambiare la variabile), poiché quest'ultima può essere essa stessa calcolata attraverso ripetute integrazioni per parti.

### Formula
- Johann Bernoulli, 1697, collected in Johannis Bernoulli, Opera omnia, vol. 3, pp. 376–381
- Jonathan Borwein, David H. Bailey e Roland Girgensohn, Experimentation in Mathematics: Computational Paths to Discovery, 2004,  pp. 4, 44, ISBN 978-1-56881-136-9.
- William Dunham, 3: The Bernoullis (Johann and {\displaystyle x^{x}}), in The Calculus Gallery, Masterpieces from Newton to Lebesgue, Princeton University Press, 2005,  pp. 46–51, ISBN 978-0-691-09565-3.
- OEIS, (successione A083648 in OEIS) e (successione A073009 in OEIS)
- Weisstein, Eric W. "Sophomore's Dream". MathWorld.
- Max R. P. Grossmann (2017): Sophomore's dream. 1,000,000 cifre della prima costante

### Funzionexx
- Literature for x^x and Sophomore's Dream, Tetration Forum,  03/02/2010
- The Coupled Exponential, Jay A. Fantini, Gilbert C. Kloepfer, 1998
- Sophomore's Dream Function, Jean Jacquelin, 2010, 13 pp.
- D. H. Lehmer, Numbers associated with Stirling numbers and xx, in Rocky Mountain Journal of Mathematics, vol. 15, 1985,  p. 461, DOI:10.1216/RMJ-1985-15-2-461.
- H. W. Gould, A Set of Polynomials Associated with the Higher Derivatives of y = xx, in Rocky Mountain Journal of Mathematics, vol. 26, 1996,  p. 615, DOI:10.1216/rmjm/1181072076.